# Abor & Tynna
Abor & Tynna – austriacki duet muzyczny pochodzenia węgierskiego tworzący muzykę z gatunku popu i hip-hopu, założony w 2016 roku. W skład duetu wchodzą: Attila i Tünde Bornemisza. Reprezentanci Niemiec w 69. Konkursie Piosenki Eurowizji (2025).

## Historia

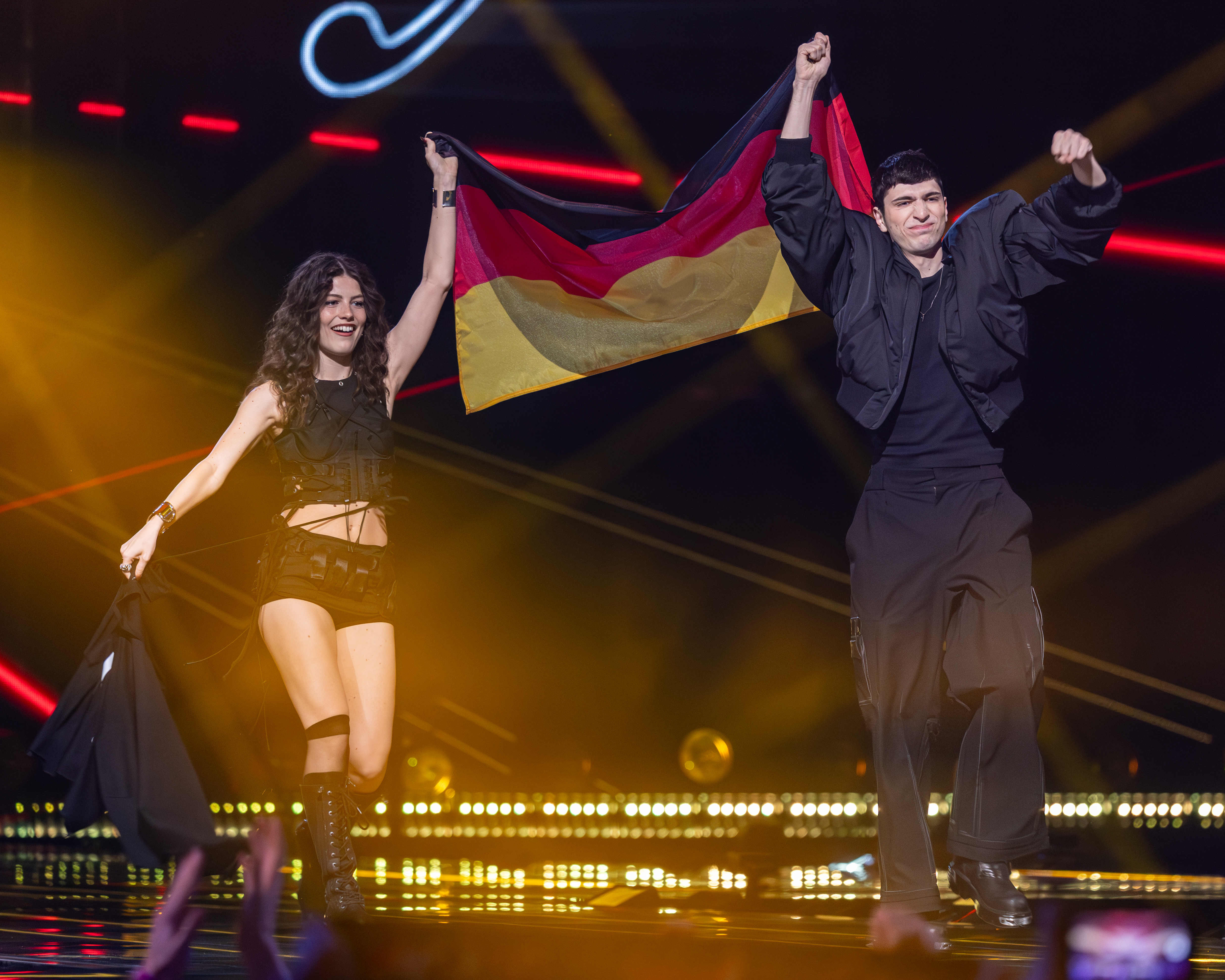
Abor & Tynna podczas parady flag w finale 69. Konkursu Piosenki Eurowizji w Bazylei (2025)

Zespół powstał w 2016 a jego członkami jest rodzeństwo Attila (ur. 1998) i Tünde Bornemiszowie (ur. 22 grudnia 2000). Mają pochodzenie węgierskie, ich ojciec Csaba Bornemisza od 1993 występuje w orkiestrze Filharmoników Wiedeńskich.
W 2024 wystąpili jako support na trasie Niny Chuby. 1 marca 2025 z piosenką „Baller” zwyciężyli finał niemieckich preselekcji Chefsache ESC 2025, uzyskując tym samym prawo do reprezentowania Niemiec w Konkursie Piosenki Eurowizji 2025 w Bazylei. 17 maja 2025 wystąpili w finale konkursu i zajęli 15. miejsce z dorobkiem 151 punktów, w tym 77 pkt od jury (13. miejsce) oraz 74 pkt od widzów (11. miejsce).

## Dyskografia

### Albumy
| Rok  | Dane dot. albumu                                                                                     | Najwyższe pozycje na listach | Najwyższe pozycje na listach | Najwyższe pozycje na listach | Najwyższe pozycje na listach | Najwyższe pozycje na listach | Najwyższe pozycje na listach |
| Rok  | Dane dot. albumu                                                                                     | GER                          | AUT                          | LTU                          | NLD                          | POL                          | SWI                          |
| ---- | --- | ---------------------------- | ---------------------------- | ---------------------------- | ---------------------------- | ---------------------------- | ---------------------------- |
| 2025 | Bittersüß - Wydany: 14 stycznia 2025 - Wytwórnia: JIve Germany - Format: Digital download, streaming | 10                           | 17                           | 7                            | 38                           | 73                           | 100                          |

### Single
| Rok | Tytuł               | Najwyższe pozycje na listach | Najwyższe pozycje na listach | Najwyższe pozycje na listach | Najwyższe pozycje na listach | Najwyższe pozycje na listach | Najwyższe pozycje na listach | Najwyższe pozycje na listach | Najwyższe pozycje na listach | Najwyższe pozycje na listach | Najwyższe pozycje na listach | Najwyższe pozycje na listach | Najwyższe pozycje na listach | Album     |
| Rok | Tytuł               | GER                          | AUT                          | FIN                          | LTU                          | LTU Air.                     | LAT Air.                     | NLD                          | NOR                          | SWE                          | SWI                          | UK                           | WW                           | Album     |
| --- | ------------------- | ---------------------------- | ---------------------------- | ---------------------------- | ---------------------------- | ---------------------------- | ---------------------------- | ---------------------------- | ---------------------------- | ---------------------------- | ---------------------------- | ---------------------------- | ---------------------------- | --------- |
| 2020 | „Anti Ally”         | –                            | –                            | –                            | –                            | –                            | –                            | –                            | –                            | –                            | –                            | –                            | –                            | –         |
| 2022 | „Winx Club”         | –                            | –                            | –                            | –                            | –                            | –                            | –                            | –                            | –                            | –                            | –                            | –                            | –         |
| 2023 | „Coco Taxi”         | –                            | –                            | –                            | –                            | –                            | –                            | –                            | –                            | –                            | –                            | –                            | –                            | Bittersüß |
| 2024 | „Plattenpräsident”  | –                            | –                            | –                            | –                            | –                            | –                            | –                            | –                            | –                            | –                            | –                            | –                            | –         |
| 2024 | „Küsschen”          | –                            | –                            | –                            | –                            | –                            | –                            | –                            | –                            | –                            | –                            | –                            | –                            | Bittersüß |
| 2024 | „Mama”              | –                            | –                            | –                            | –                            | –                            | –                            | –                            | –                            | –                            | –                            | –                            | –                            | Bittersüß |
| 2024 | „Guess What I Like” | –                            | –                            | –                            | –                            | –                            | –                            | –                            | –                            | –                            | –                            | –                            | –                            | Bittersüß |
| 2024 | „Seifenblasen”      | –                            | –                            | –                            | –                            | –                            | –                            | –                            | –                            | –                            | –                            | –                            | –                            | Bittersüß |
| 2025 | „Baller”            | 3                            | 3                            | 9                            | 1                            | 27                           | 27                           | 26                           | 37                           | 14                           | 5                            | 34                           | 80                           | Bittersüß |
| „–” oznacza, że singel nie był notowany na danej liście. „X” oznacza, że lista nie istniała w danym okresie. |                     |                              |                              |                              |                              |                              |                              |                              |                              |                              |                              |                              |                              |           |